# كلية التجارة الدولية هولت
كلية التجارة الدولية هولت هي كلية دولية خاصة تقع في الولايات المتحدة.

## الروابط الخارجية
1. ↑  Founder Bertil Hult sees EF Education First breaking down global barriers - The Boston Globe نسخة محفوظة 28 أغسطس 2017 على موقع واي باك مشين.

- الموقع الرسمي